# Soupe kandia
Pour les articles homonymes, voir Kandia.
La soupe kandia (ou soupou kandja) est un ragoût aux gombos et à l'huile de palme accompagné de riz créole, consommé au Mali, au Sénégal , en Gambie, Guinée et Guinée-Bissau.

## Préparation
Ingrédients : gombos, huile de palme, poisson fumé, yét, viande ou poisson, nététou, poudre de crevette, oignon vert, poivrons rouges et verts, oignon, piment rouge, aubergine blanche, crustacés, piment sec, ail, guédji.

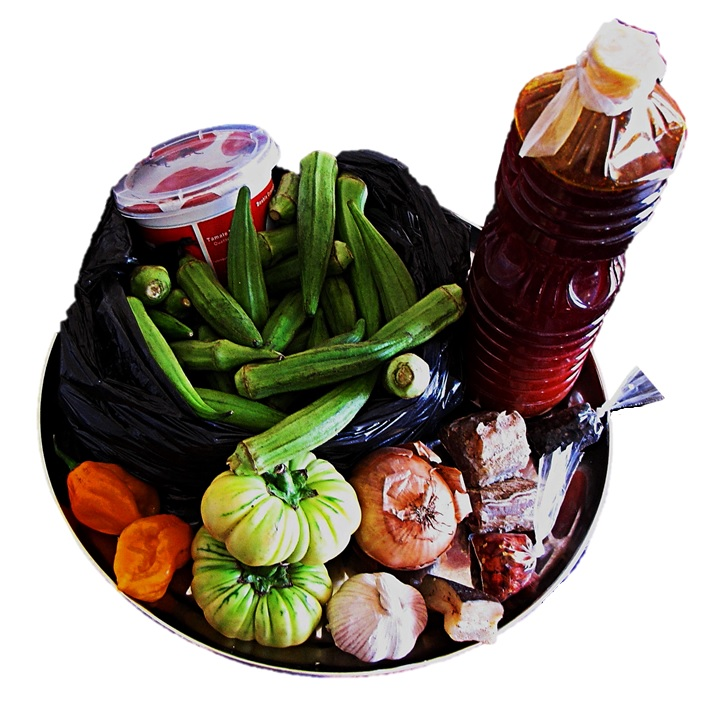
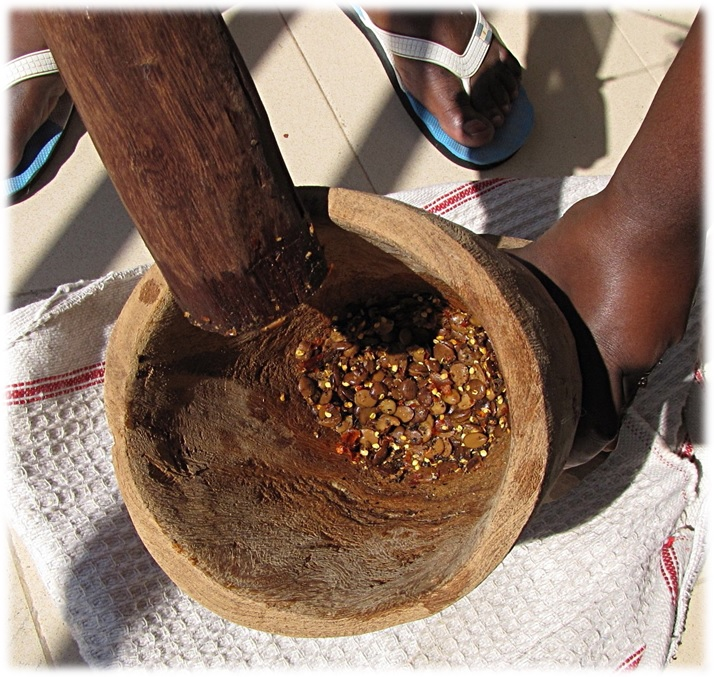
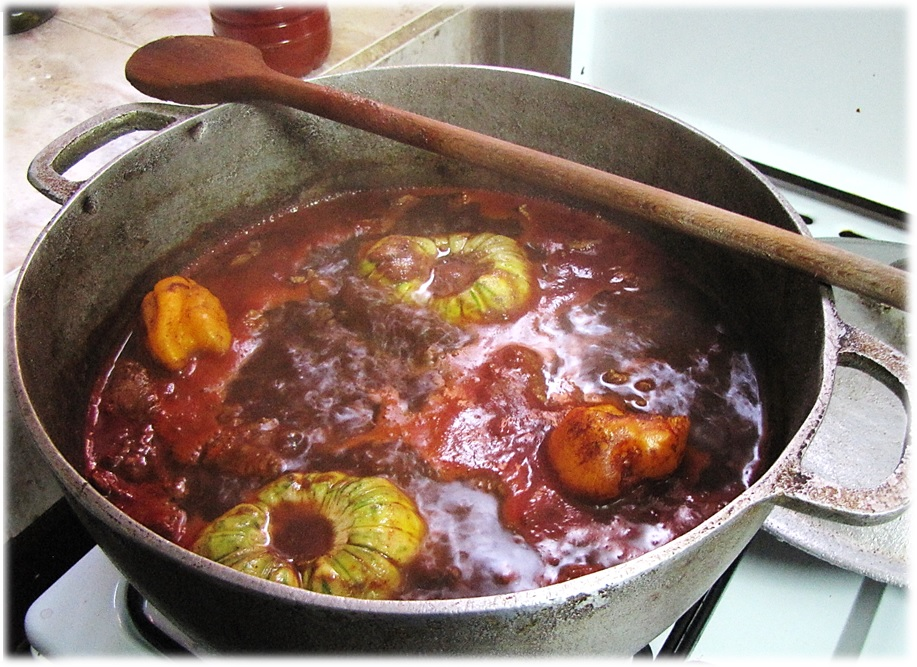
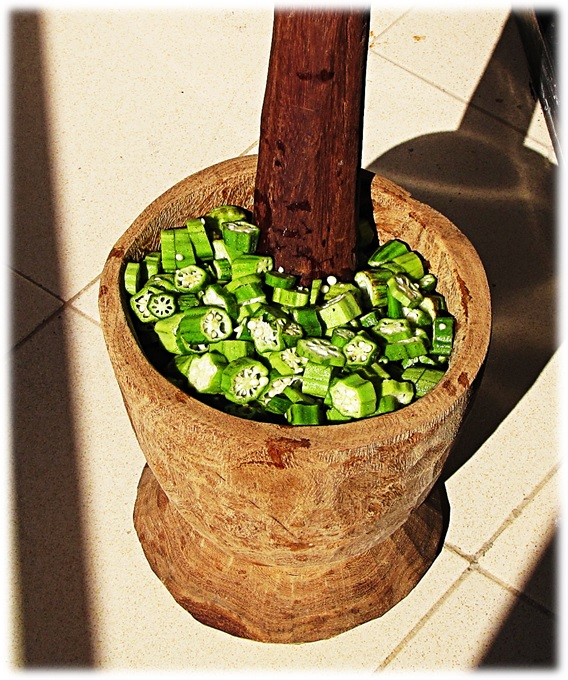
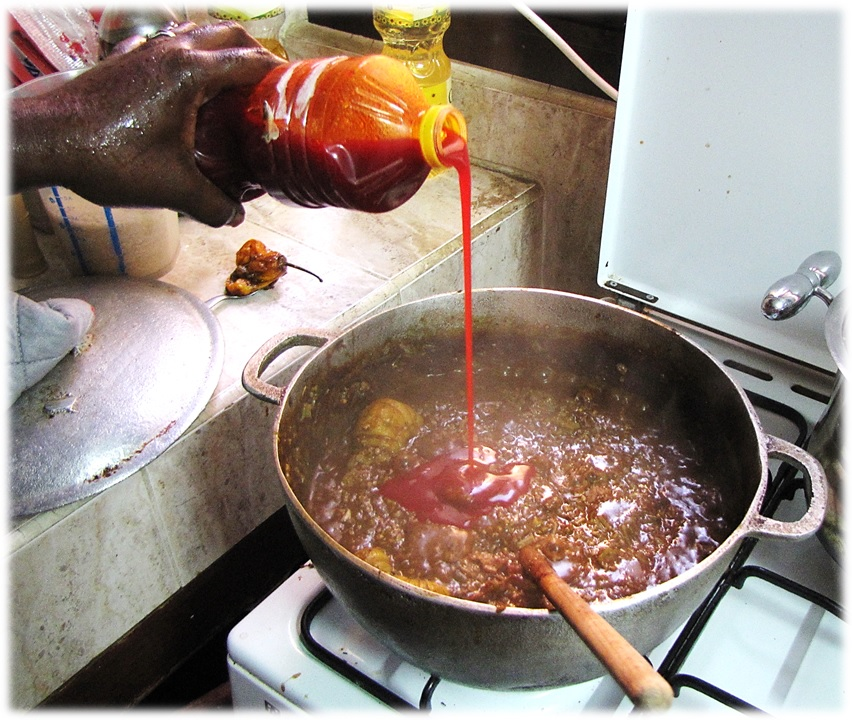

Il s'agit d'une préparation de type ñaari cin.